# Ubrousková technika

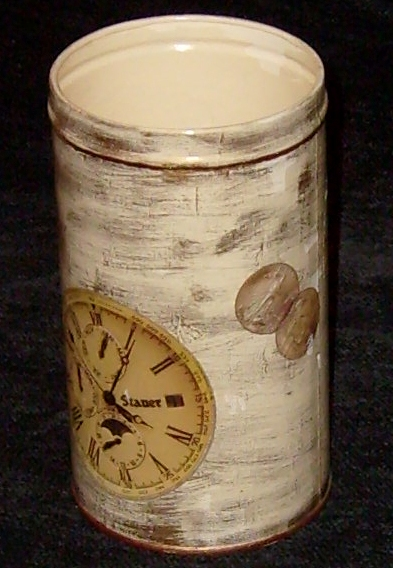
Decoupage

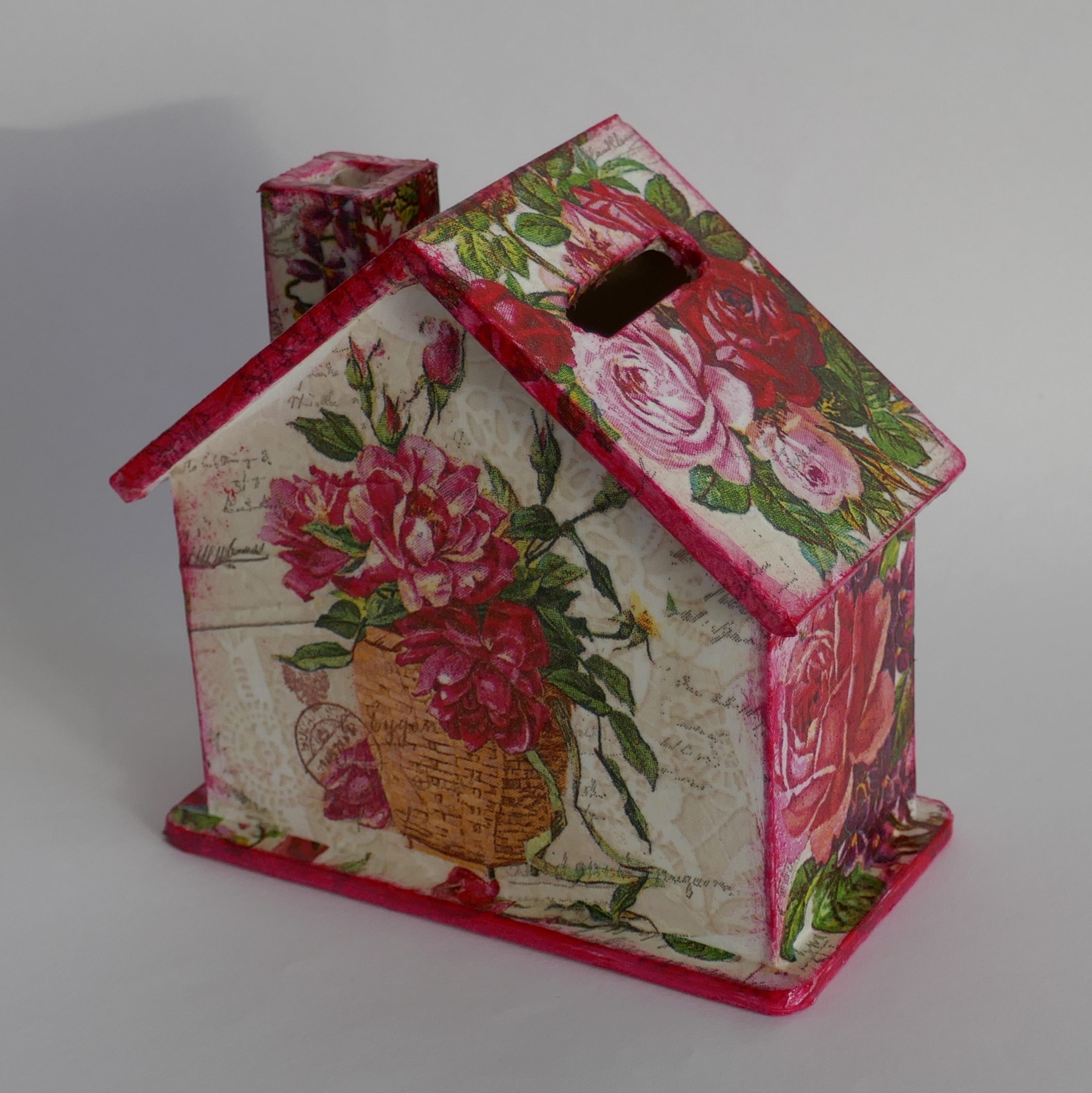
Pokladnička dekorovaná technikou decoupage

Ubrousková technika známá též jako decoupage či découpage, je způsob dekorování nejrůznějších předmětů z papíru, dřeva, terakoty, kovu, vosku, porcelánu i textilu. Podstata této techniky spočívá v tom, že motivy se vystřihují z ubrousků a jimi se polepují nejrůznější předměty. Nejčastěji se používají třívrstvé papírové ubrousky – odtud také pochází název ubrousková technika.

## Historie
Název pochází z francouzského slova „decouper“, což v překladu znamená „vyřezávat“. Tato výtvarná technika pochází z 18. století. Původně však nešlo o nalepování ubrousků, ale o vrstvení různých materiálů. Ve francouzské decoupage se mísilo mnoho stylů a technik.

## Postup
Základem je lepidlo na decoupage a ubrousky na decoupage. Lepidlo slouží jako lak a lepidlo v jednom. Z ubrousku se vybere motiv a pečlivě se vystřihne. Používá pouze vrchní potištěná vrstva. Na dekorovaný předmět se nanese lepidlo na decoupage tam, kam má být motiv přilepen. Po zaschnutí lze znovu přelakovat lepidlem a lakem na decoupage.